# Nieuw Nickerie
Nieuw Nickerie – miasto w północno-zachodnim Surinamie przy granicy z Gujaną, położone nad rzeką Corantijn u jej ujścia do Oceanu Altantyckiego. Trzecie pod względem liczby mieszkańców miasto kraju. Ludność: około 13 tys. mieszkańców (2000). Ośrodek administracyjny dystryktu Nickerie.
Na drugim brzegu rzeki znajduje się gujańskie miasto Corriverton, do którego kursują promy rzeczne.